# Шетићи (Зворник)
Шетићи су насељено мјесто у општини Зворник, Република Српска, БиХ. Према попису становништва из 2013. године, у насељу је живио 541 становник.
Овде се налази црква Светог пророка Илије у Шетићима.

## Становништво
Према попису становништва из 1991. године, мјесто је имало 741 становника.
| Националност       | 1991.        | 1981.        | 1971.        |
| Муслимани          | 656 (88,53%) | 673 (60,30%) | 392 (83,05%) |
| Срби               | 82 (11,07%)  | 438 (39,25%) | 79 (16,74%)  |
| Југословени        | 2 (0,27%)    |              |              |
| остали и непознато | 1 (0,13%)    | 5 (0,45%)    | 1 (0,21%)    |
| укупно             | 741          | 1.116        | 472          |

| Демографија | Демографија | Демографија |
| Година      | Становника  | Становника  |
| ----------- | ----------- | ----------- |
| 1948.       | 577         |             |
| 1953.       | 618         |             |
| 1961.       | 329         |             |
| 1971.       | 472         |             |
| 1981.       | 1.116       |             |
| 1991.       | 741         |             |
| 2013.       | 541         |             |